# Indanthura carinata
Indanthura carinata är en kräftdjursart som beskrevs av Pillai och Eapen 1966. Indanthura carinata ingår i släktet Indanthura och familjen Anthuridae. Inga underarter finns listade i Catalogue of Life.